# Юити Такаи
Юити Такаи (яп. 高井 有一 Такаи Ю:ити, 27 апреля 1932 года — 26 октября 2016 года) — японский писатель, работавший под псевдонимом; представитель литературного поколения интровертов. Настоящее имя — Тэцуо Тагути (яп. 田口 哲郎).

## Биография
Родился в творческой семье: отец был писателем, мать — художником. Окончил филологический факультет Университета Васэда (отделение английской литературы). Начал писать, работая сотрудником отдела культуры информационного агентства «Кёдо». В 1964 году в додзинси «Носорог» (犀), где сблизился с писателями Масааки Татихара, Отохико Кага и Мэйсэй Гото, дебютировал с рассказом «Летняя тень» (夏の日の影). В 1965 году был удостоен премии Акутагавы за рассказ «Северная река» (北の河). С 1975 года занимался только литературным трудом.
В 1977 году вместе с другими писателями «поколения интровертов» вошёл в редакционный совет журнала «Литературный стиль» (文体). Член Японской академии искусств (с 1996 года). В период с 2000 по 2002 год исполнял обязанности главы Ассоциации писателей Японии, сменив на этот посту ушедшего из жизни Дзюна Это. С 2008 года являлся генеральным секретарём «Музея современной японской литературы».
Основные сочинения:
- написанный по мотивам жизни своего деда «Надгробный камень во сне» (夢の碑, 1976, премия Правительственного агентства по культуре),
- «Японское небо» (この国の空, 1983, премия Танидзаки),
- «Ночной муравей» (夜の蟻, 1989, премия «Ёмиури»),
- посвящённый памяти своего друга, писателя и поэта «Масааки Татихара» (立原正秋, 1992, премия Майнити),
- «Громкий плач по умершему» (高らかな挽歌, 1999, премия Осараги),
- «Волна времени» (時の潮, 2002, премия Номы).